# Bajardo
Bajardo o Baiardo (en ligur Baiàrdo ) és un comune italià, situat a la regió de la Ligúria i a la província d'Imperia. El 2011 tenia 311 habitants.

## Geografia
El comune es troba en una zona muntanyosa, a 900 msnm, a uns 25 quilòmetres a l'oest d'Imperia. Té una superfície de 24,32 km² i les frazioni de Berzi i Vignai. Limita amb les comunes d'Apricale, Badalucco, Castelvittorio, Ceriana, Molini di Triora, Perinaldo i Sanremo.